# دهستان گلستان (گالیکش)
دهستان گلستان یکی از دهستان‌های شهرستان گالیکش در استان گلستان ایران است. این دهستان در بخش لوه قرار دارد و براساس سرشماری مرکز آمار ایران در سال ۱۳۹۰، جمعیت آن ۳۹۳۰ نفر (در ۱۰۴۵ خانوار) بوده‌است.